# Buschhof (Lauterhofen)
Buschhof ist ein Gemeindeteil des Marktes Lauterhofen im Landkreis Neumarkt in der Oberpfalz. Es handelt sich um einen Weiler mit sieben Häusern.
Am Ort ist eine Grünfuttertrockungsanlage, welche mit Hackschnitzeln betrieben wird. Die Genossenschaft, die diese Anlage betreibt, wurde 1972 gegründet und hat 464 Mitglieder.
Kirchlich gehört Buschhof zur Pfarrei Trautmannshofen im Dekanat Habsberg.
Am 1. Mai 1978 wurde Trautmannshofen mit Buschhof, Graben, Hartenhof, Mittersberg und Stieglitzenhöhe nach Lauterhofen eingemeindet. Baudenkmäler sind ein Wohnstallhaus aus der zweiten Hälfte des 19. Jahrhunderts und ein ehemaliges Wohnstallhaus, welches mit 1769 bezeichnet ist, mit Backofen aus dem 19. Jahrhundert.